# Балдонский край
Ба́лдонский край (латыш. Baldones novads) — бывшая административно-территориальная единица в центральной части Латвии в области Земгале. Край состоял из Балдонской волости и города Балдоне, который являлся центром края. Площадь края составляла 179,1 км².
Граничил с Кекавским, Кегумским, Вецумниекским, Иецавским и Олайнским краями.
Край был образован 1 июля 2009 года из части упразднённого Рижского района.
В 2021 году в результате новой административно-территориальной реформы Балдонский край был упразднён.

## Население
Население на 1 января 2010 года составляло 5 726 человек.
Национальный состав, по итогам переписи населения Латвии 2011 года, был распределён таким образом:
| Национальность | Численность, чел. (2011) | %        |
| -------------- | ------------------------ | -------- |
| Латыши         | 4752                     | 86,75 %  |
| Русские        | 440                      | 8,03 %   |
| Белорусы       | 105                      | 1,92 %   |
| Украинцы       | 33                       | 0,60 %   |
| Поляки         | 47                       | 0,86 %   |
| Литовцы        | 66                       | 1,20 %   |
| Другие         | 35                       | 0,64 %   |
| всего          | 5478                     | 100,00 % |

## Территориальное деление
- город Балдоне (латыш. Baldones pilsēta)
- Балдонская волость (латыш. Baldones pagasts)